# Depot von Meineweh
Das Depot von Meineweh (auch Hortfund von Meineweh) ist ein Depotfund der frühbronzezeitlichen Aunjetitzer Kultur (2300–1550 v. Chr.) aus Meineweh, einem Ortsteil der gleichnamigen Gemeinde im Burgenlandkreis (Sachsen-Anhalt). Das Depot befindet sich heute im Museum Schloss Moritzburg in Zeitz.

## Fundgeschichte
Das Depot wurde vor 1921 gefunden. Der Finder interpretierte die Gegenstände als Grabbeigaben, Wilhelm Albert von Brunn ging aber eher von einem zerpflügten Hortfund aus.

## Zusammensetzung
Das Depot besteht aus zwei bronzenen Randleistenbeilen. Eines davon ist stark verwittert, möglicherweise handelt es sich auch um ein Flachbeil.
In der Sammlung des Museums von Zeitz befinden sich weitere Randleistenbeile aus Meineweh. Da diese sich aber in ihrer Größe deutlich unterscheiden, ging von Brunn nicht von einer Zusammengehörigkeit mit dem Depotfund aus.